# Rantauer Spitze
Die Rantauer Spitze (seit 1946 russisch Гвардейский мыс Gwardeiski mys) ist eine dreieckige Landzunge an der Nordküste des Samlands im ehemaligen Ostpreußen, heute Kaliningrader Gebiet der Russischen Föderation.

## Geografie
Das Kap liegt verwaltungstechnisch im Rajon Selenogradsk (Kreis Rauschen), in der Nähe des Dorfes Saostrowje (historisch: Rantau). Westlich des Kaps liegt Pionerski (Neukuhren) östlich bildete die Kurische Nehrung hier die Kranzer Bucht. Unmittelbar östlich der Rantauer Spitze lag das Dörfchen Alknicken. Das Kap hat eine Hanghöhe von 8 Metern.

## Geologie
Die Endmoränenlandschaft zwischen Rantau und Biegiethen ist aus feinen, glaukonithaltigen Sanden aufgebaut, die in der Regel sehr reich an hellen Glimmerblättchen sind. Infolge der Glaukonitführung besitzen sie oft eine etwas grünliche Färbung. Teils kommen auch Spatsande vor.

## Geschichte
Im Jahr 1979 wurde auf dem Kap ein 40 Meter hoher Leuchtturm mit einer Reichweite von 18 Meilen (28,97 km) errichtet. Im November 2020 wurde bekannt gegeben, dass auf dem Kap ein 61 Meter hoher Metallturm errichtet werden soll. Am 4. Dezember 1973 (nach anderen Angaben 1972) wurde das Trockenmassengutfrachtschiff Anna Foret am Kap vorbeigeschleppt, löste sich im Sturm vom Schlepper und lief an der Rantauer Spitze auf Grund. Das Wrack wurde zu einem lokalen Wahrzeichen der Stadt Pionerski, bis es in den 2000er Jahren abgewrackt wurde.